# Трансєвропейські авіалінії
TransEuropean Airlines (рос. Трансевропейские авиалинии) — колишня чартерна авіакомпанія Росії. Вона виконувала чартерні рейси між Москвою та популярними місцями відпочинку, переважно Барселоною та Анталією, а хабом авіакомпанії був московський міжнародний аеропорт Шереметьєво. Авіакомпанія існувала 4 роки (з 1996 по 2000 роки).

## Історія
TransEuropean Airlines була заснована в 1996 році, а десь наприкінці 2000 року авіакомпанія збанкрутувала.

## Флот
Флот TransEuropean Airlines складався з таких літаків як:
| Модель          | Всього одиниць | Замовлено | Всього місць (Економ-клас) | Реєстрація         |
| --------------- | -------------- | --------- | -------------------------- | ------------------ |
| Туполєв Ту-154M | 2              | —         | —                          | RA-85676, RA-85799 |
| Туполєв Ту-204  | 1              | 1         | —                          | RA-64018           |
| Ілюшин Іл-86    | 2              | —         | —                          | RA-86145, RA-86062 |
| Всього одиниць  | 5              | 1         |                            |                    |